# 解特阿热勒镇
解特阿热勒镇，是中华人民共和国新疆维吾尔自治区阿勒泰地区福海县下辖的一个乡镇级行政单位。

## 历史沿革
解特阿热勒是哈萨克语中的“七个岛”。乌伦古河下游原有5个河心岛。清朝道光六年（1821年），清兵在此修建龙口屯田，大水将其中的2个冲成4个，变成了7个岛，故得其名。1950年，定名直属乡，1958年，成立东风公社。1980年，改称解特阿热勒公社。1984年，撒社置乡。2014年10月21日，新疆维吾尔自治区人民政府批复同意撤销解特阿热勒乡建制，设立解特阿热勒镇。

## 经济
解特阿热勒以哈萨克和汉族居多；经济以农为主，农牧结合，是福海县重要的产粮。主要生产小麦、玉米、油葵、打瓜、甜菜等农作物。

## 行政区划
解特阿热勒镇下辖以下地区：
买什特村、阔聂科买村、京什开萨尔村、阔克铁列克村、桑孜拜阔克铁列克村、哈拉毕亚村、托夏力村、林业村、哈拉塔合尔村、博孜塔拉村、萨尔塔合台村、阿勒尕村、阿勒玛巴克村、解特阿热勒村、哈拉铁斯肯村、博塔莫因村、萨尔胡木村和加勒帕克村。

## 图库

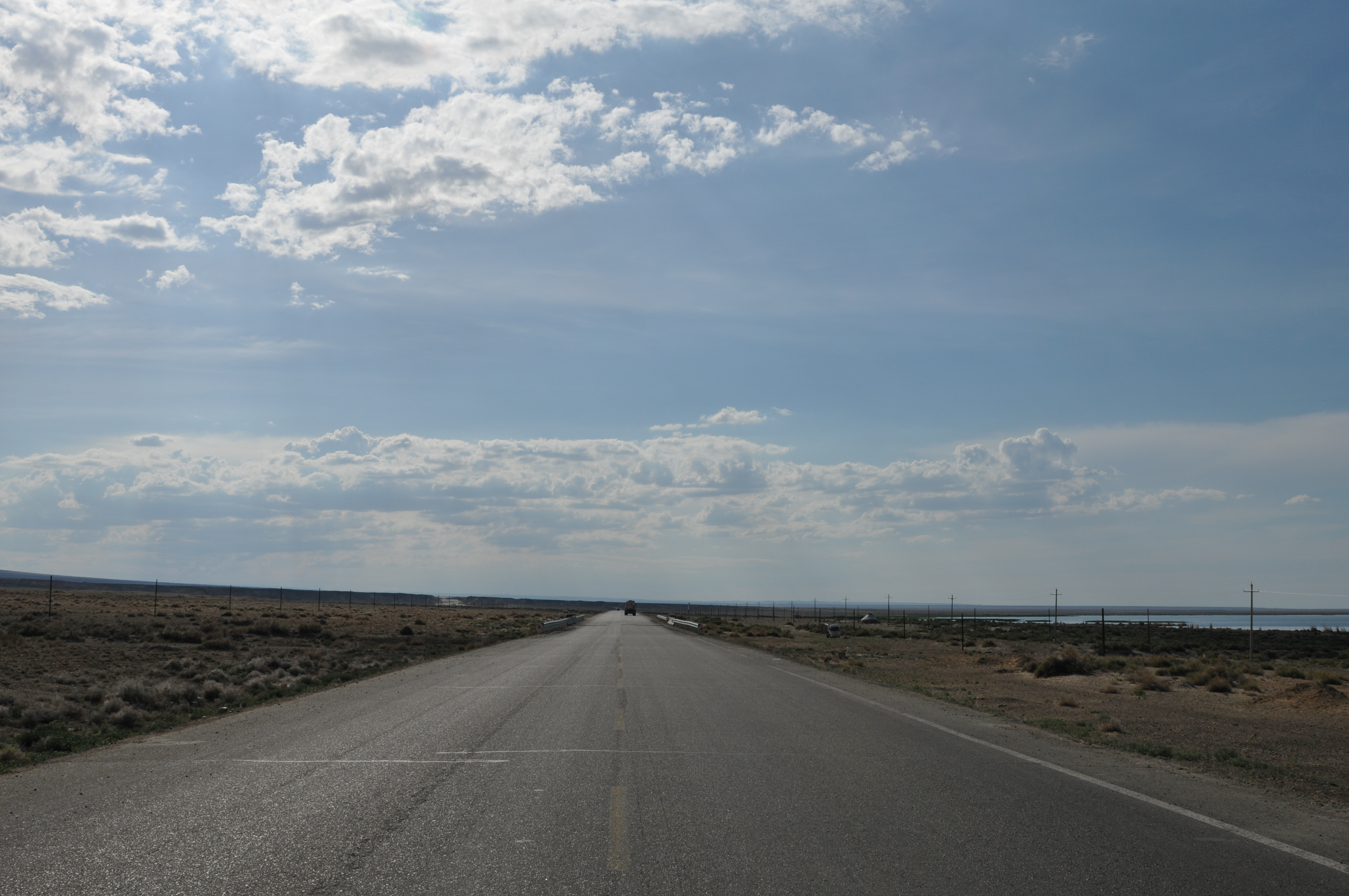
解特阿热勒西部的S318省道
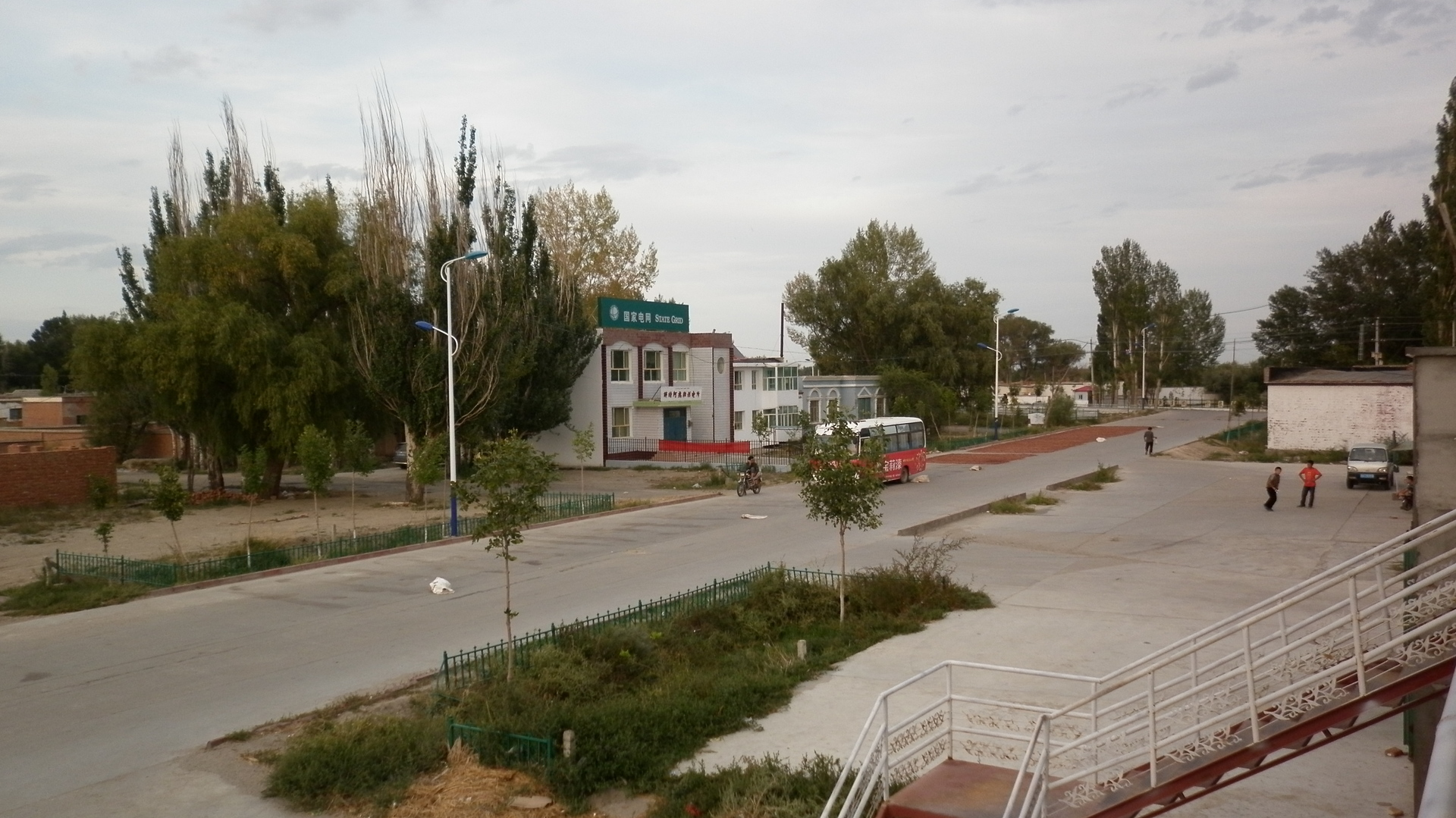
解特阿热勒道路
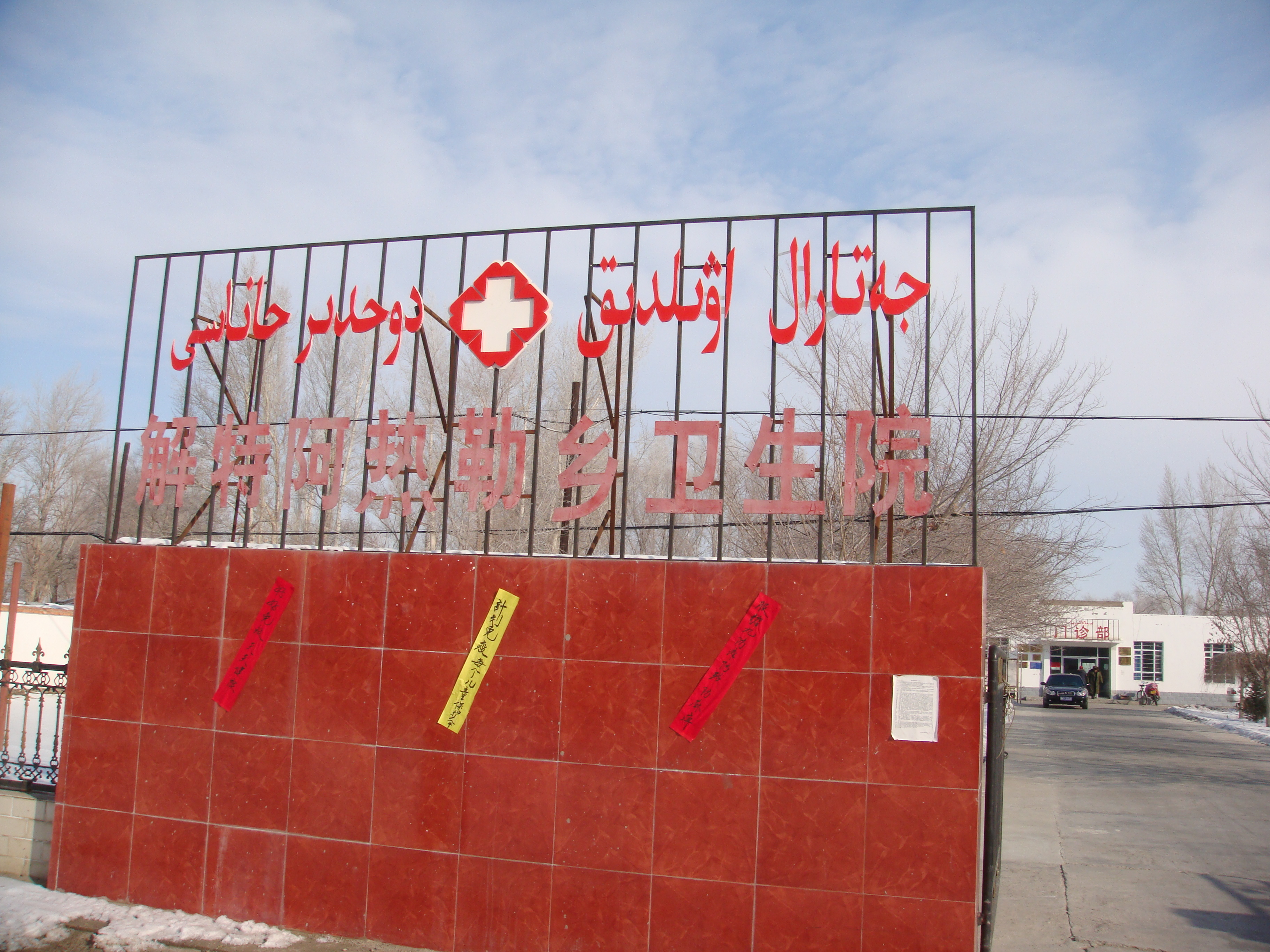
解特阿热勒卫生院
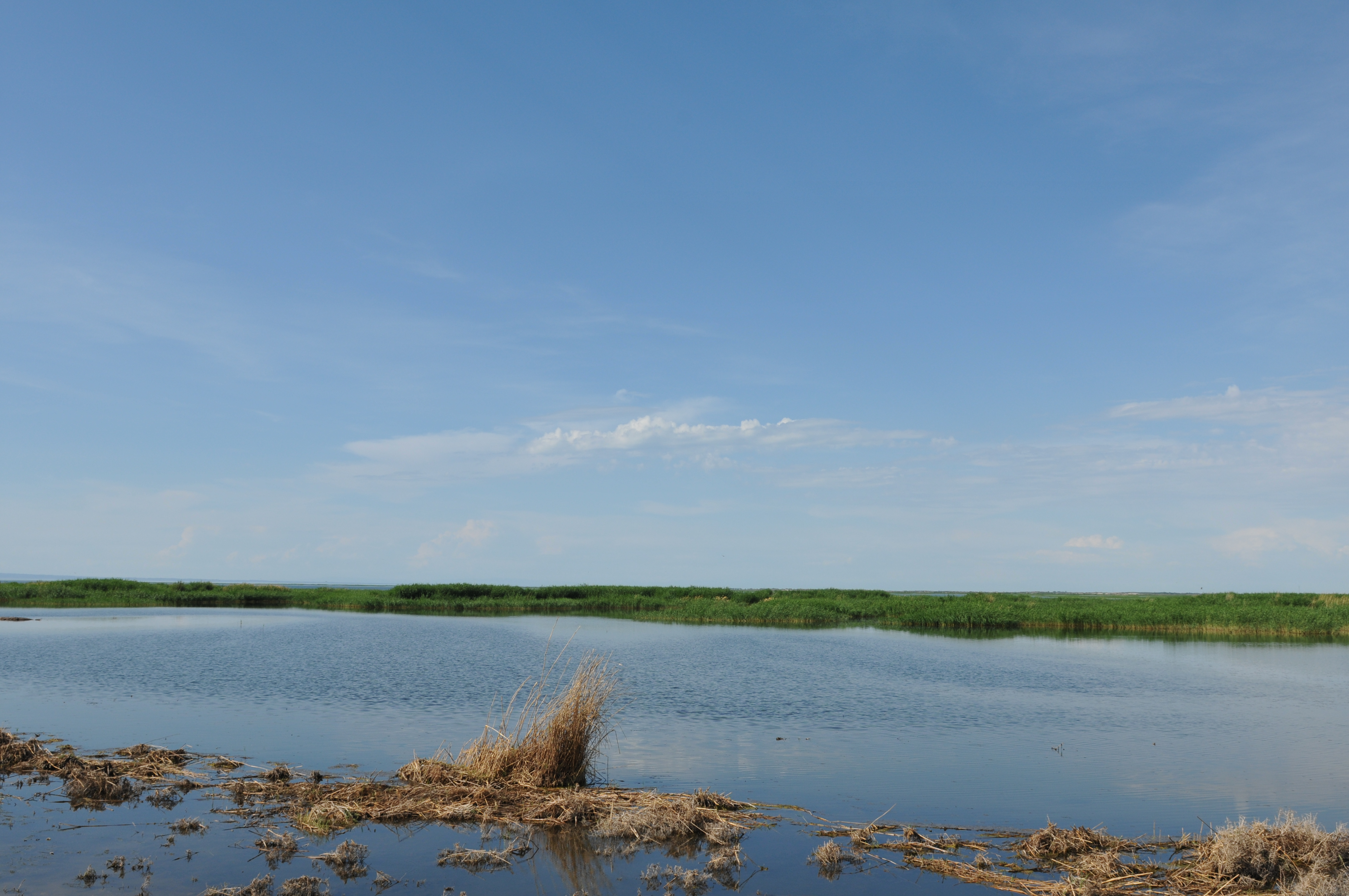
解特阿热勒境内的乌伦古湖